# Agaricus deserticola
Agaricus deserticola G. Moreno, Esqueda & Lizárraga – gatunek grzybów należący do rodziny pieczarkowatych (Agaricaceae). Jest jednym z nielicznych gatunków pieczarek zaliczanym do grzybów sekotioidalnych, to znaczy o owocniku pośrednim między grzybami otwartymi (hymenomycetes) a zamkniętymi (wnętrzniakami).

## Systematyka i nazewnictwo
Pozycja w klasyfikacji według Index Fungorum: Agaricaceae, Agaricales, Agaricomycetidae, Agaricomycetes, Agaricomycotina, Basidiomycota, Fungi.
Po raz pierwszy opisali go w 1873 r. Miles Joseph Berkeley i Moses Ashley Curtis, nadając mu nazwę Agaricus texensis. Później zaliczany był do różnych innych rodzajów, wreszcie okazało się, że nazwa Agaricus texensis była już używana, co ironiczne, przez samych Berkeleya i Curtisa w 1853 roku, dla taksonu obecnie traktowanego jako synonim płomiennicy zimowej Flammulina velutipes. W ten sposób nowy Agaricus texensis stał się bezużytecznym homonimem, w 2010 r. Gabriel Moreno, Martín Esqueda i Marcos Lizárraga opublikowali więc nową nazwę Agaricus deserticola. Synonimy:
- Agaricus texensis (Berk. & M.A. Curtis) Geml, Geiser & Royse 2004
- Gyrophragmium texense (Berk. & M.A. Curtis) Massee 1891
- Longia texensis (Berk. & M.A. Curtis) Zeller 1943
- Longula texensis (Berk. & M.A. Curtis) Zeller 1945
- Secotium texense Berk. & M.A. Curtis 1873

## Występowanie i siedlisko
Występuje tylko w Ameryce Środkowej i południowej części Ameryki Północnej.